# Präsidentschafts- und Parlamentswahl in Uganda 2006
Die Präsidentschafts- und Parlamentswahl in Uganda 2006 fand am 23. Februar statt. Der Gewinner der Wahl war bei einer Wahlbeteiligung von 65,83 Prozent der 10.450.788 Wahlberechtigten der bisherige Amtsinhaber Yoweri Museveni vom National Resistance Movement, der 59,28 Prozent der Stimmen erhielt und damit seinen Konkurrenten Kizza Besigye vom Forum for Democratic Change, der 37,36 Prozent erhielt, schlug.
Die Wahlen waren die ersten Mehrparteienwahlen seit dem 10. Dezember 1980 und damit die zweiten überhaupt in der Geschichte Ugandas, nachdem 2005 das Keinparteien- bzw. faktische Einparteiensystem, das das National Resistance Movement als einzige politische Dachorganisation zuließ, abgeschafft worden war. In den 19.786 Wahllokalen wurden gleichzeitig die 284 Abgeordneten des Parlaments gewählt.
Fünf Kandidaten traten zur Wahl an, neben den Favoriten und einzigen Kandidaten mit realen Siegchancen Yoweri Museveni und Kizza Besigye waren dies Miria Obote (Uganda People’s Congress), die Witwe des 2005 verstorbenen früheren Präsidenten Milton Obote, Abed Bwanika (unabhängiger Kandidat) und John Ssebaana Kizito (Democratic Party).
Die Kandidaten Muhammad Kibirige Mayanja (Justice Forum) und Ken Lukyamuzi (Conservative Party) hatten ihre Kandidaturen bereits vor dem Wahltermin zurückgezogen. Auch Haji Nasser Ntege Ssebagala von der Democratic Party hatte sich als unabhängiger Kandidat registrieren lassen, zog aber schon bald seine Kandidatur zurück und erklärte seine Unterstützung für John Ssebaana Kizito.
Museveni durfte eigentlich nicht mehr antreten, da die Verfassung bloß zwei fünfjährige Amtszeiten für einen Präsidenten vorsah (Museveni hatte bereits vor seiner ersten offiziellen Amtszeit zehn Jahre als Übergangspräsident regiert). Erst eine Verfassungsänderung, die er durchboxte, machte ihm die erneute Kandidatur möglich.
Musevenis Hauptkonkurrent Besigye wurde in einer Schmutzkampagne am 14. November 2005 unter dem Vorwurf von Landesverrat, Unterstützung terroristischer Gruppen und Vergewaltigung festgenommen. Er wurde im Januar 2006 wieder auf freien Fuß gesetzt und im Februar vom Vorwurf der Vergewaltigung freigesprochen. Wegen des Landesverrats wurde das geplante Verfahren vor einem Militärgericht vom obersten Gerichtshof für verfassungswidrig erklärt.
Museveni wurde mit 59,28 Prozent wiedergewählt, Besigye erhielt 37,36 Prozent der Stimmen. Kizito konnte 1,59 Prozent, Bwanika 0,95 Prozent und Obote 0,82 Prozent der Stimmen erringen.

## Ergebnisse

### Präsidentschaftswahl
| Kandidaten                                                                            | Kandidaten           | Parteien                     | Stimmen    | %    |
| ------------------------------------------------------------------------------------- | -------------------- | ---------------------------- | ---------- | ---- |
|                                                                                       | Yoweri Museveni      | National Resistance Movement | 4.109.449  | 59,3 |
|                                                                                       | Kizza Besigye        | Forum for Democratic Change  | 2.592.954  | 37,4 |
|                                                                                       | John Ssebaana Kizito | Democratic Party             | 109.583    | 1,6  |
|                                                                                       | Abed Bwanika         | unabhängig                   | 65.874     | 0,9  |
|                                                                                       | Miria Obote          | Uganda People’s Congress     | 57.071     | 0,8  |
| Gesamt                                                                                | Gesamt               | Gesamt                       | 6.934.931  | 100  |
|                                                                                       |                      |                              |            |      |
| Ungültige Stimmen                                                                     | Ungültige Stimmen    | Ungültige Stimmen            | 295.525    | 4,1  |
| Wähler                                                                                | Wähler               | Wähler                       | 7.230.456  | 69,2 |
| Wahlberechtigte                                                                       | Wahlberechtigte      | Wahlberechtigte              | 10.450.788 |      |
|                                                                                       |                      |                              |            |      |
| Quellen: African Elections Database – Electoral Commission, Ergebnis nach Wahllokalen |                      |                              |            |      |

### Parlamentswahl
| Listen | Listen                        | Mandate        | Mandate     | Mandate        | Mandate |
| Listen | Listen                        | Direktwahl     | Direktwahl  | Indirekte Wahl | Gesamt  |
| Listen | Listen                        | Wahlkreissitze | Frauensitze | Indirekte Wahl | Gesamt  |
| --- | ----------------------------- | -------------- | ----------- | -------------- | ------- |
| | National Resistance Movement  | 141            | 58          | 14             | 213     |
| | Forum for Democratic Change   | 27             | 10          | –              | 37      |
| | Uganda People’s Congress      | 9              | –           | –              | 9       |
| | Democratic Party              | 8              | –           | –              | 8       |
| | Conservative Party            | 1              | –           | –              | 1       |
| | Justice Forum                 | 1              | –           | –              | 1       |
| | Unabhängige                   | 28             | 11          | 1              | 40      |
| Uganda People's Defence Force                                                                                    | Uganda People's Defence Force | –              | –           | 10             | 10      |
| Gesamt | Gesamt                        | 215            | 79          | 25             | 319     |
| |                               |                |             |                |         |
| Quelle: Electoral Commission, Liste der Abgeordneten (Wahlkreissitze, Frauensitze, indirekt gewählte Mitglieder) |                               |                |             |                |         |

## Kritik
Die Ugander standen den Präsidentschafts- und Parlamentswahlen mit gemischten Gefühlen gegenüber, obwohl sich erstmals mehrere Wahllisten bewerben konnten. Im Vorfeld der Wahlen kam es teilweise zu Unruhen, sodass viele einen erneuten Bürgerkrieg befürchten. EU-Wahlbeobachter kritisierten den Wahlkampf als unfair, weil der erst Ende 2005 aus dem Exil zurückgekehrte Oppositionsführer Kizza Besigye sofort wegen angeblichen Landesverrats vor Gericht gestellt wurde. Besigye kritisierte dies als politisch motiviert.
Das „Forum für Demokratischen Wandel“ sprach von Wahlbetrug, weil die Ergebnisse weit von einer unabhängigen Zählung in 19.000 der Wahllokale abwichen, und will Präsident Musevenis angeblichen Wahlsieg anfechten. Dieser hatte kurz vor der Wahl die Verfassung ändern lassen, um eine dritte Amtszeit zu ermöglichen.
Die gleichzeitige Parlamentswahl (284 Abgeordnete) würde allerdings einen Fortschritt darstellen, wenn sie zu ersten demokratischen Parlamentsdebatten führen sollte.